# Mario Apollonio
Mario Apollonio (Oriano, 28 settembre 1901 – Milano, 28 giugno 1971) è stato un critico letterario, critico teatrale e antifascista italiano.
La carriera accademica lo vide come studioso del teatro, in un'epoca nella quale la disciplina della storia del teatro non era ancora nata: in tal senso, Apollonio fu tra i precursori del genere. Riuscì, in effetti, a rendere tangibile in forma di saggio ciò che era sempre stato considerato effimero ed evanescente, ossia l'arte teatrale nel suo complesso e non solo dal punto di vista del testo letterario. Con Apollonio si approfondirono e in alcuni casi si avviarono gli studi sull'interpretazione, sulla teatrografia e sul testo teatrale in vista della sua rappresentazione, non solo quindi dal punto di vista letterario.

## Biografia
Allievo del Collegio Ghislieri, si laureò nel 1923 in Filologia moderna all'Università degli Studi di Pavia, discutendo una tesi sul linguaggio nella commedia dell'arte.
Assieme a Teresio Olivelli, Carlo Bianchi, David Maria Turoldo, Giovanni Barbareschi, Dino Del Bo, partecipò agli incontri che porteranno alla fondazione del giornale Il Ribelle. Il giornale delle Brigate Fiamme Verdi uscì per 26 numeri tra grandi rischi; uno dei tipografi Franco Rovida e lo stesso Teresio Olivelli finiranno la loro esistenza in un campo di concentramento.
Intrapresa la carriera di insegnante liceale, diventò ben presto anche docente accademico di Letteratura italiana presso le università di Oslo, Urbino e la Cattolica di Milano, dove nel 1955 presiedette la prima cattedra di Storia del teatro in Italia.
Animatore culturale, fu con Giorgio Strehler, Virgilio Tosi e Paolo Grassi fra i promotori della nascita del Piccolo Teatro di Milano. Progettò la rivista Drammaturgia e scrisse una imponente Storia del teatro italiano oltre che varie opere su autori italiani e la letteratura del paese. Nel 1961 fondò e diresse a Bergamo la “Scuola Superiore di Giornalismo e Mezzi Audiovisivi” scuola biennale post-laurea con il concorso del comune di Bergamo e l'Università Cattolica del Sacro Cuore di Milano e con il concorso del Comune di Bergamo diventando la prima struttura dell'Università degli Studi di Bergamo.
Alla sua memoria è dedicato il Teatro Mario Apollonio di Varese.

## Opere
Pur omettendo qui una rassegna della copiosa produzione narrativa e drammaturgica di Mario Apollonio, occorre peraltro dar conto almeno dei suoi principali saggi critici pubblicati in volume:
- Vita di Ugo Foscolo, Milano, Athena, 1930.
- Storia della Commedia dell'arte, Milano-Roma, Augustea, 1930.
- Metastasio, Milano, Athena, 1930.
- Alfieri, Milano, Athena, 1930.
- L'opera di Carlo Goldoni, Milano, Athena, 1932.
- Uomini e forme nella cultura italiana delle origini - Storia letteraria del Duecento, Firenze, Sansoni, 1934.
- Storia del teatro italiano, Firenze, Sansoni, voll. I-IV, 1938-1950.
- Antologia della letteratura italiana, voll. 1-3, Brescia, La Scuola, 1954.
- Shakespeare, Brescia, Morcelliana, 1941.
- Molière, Brescia, Morcelliana, 1942.
- Bacchelli, Padova, Cedam, 1943.
- Apologia, Urbino, Argalia, 1943.
- Della dignità umana, Milano, Bianchi-Giovini, 1943.
- Critica, filologia, esegesi, in un programma di letteratura italiana, Milano, Vita e pensiero, 1944.
- Ibsen, Brescia, Morcelliana, 1944.
- Papini, Padova, Cedam, 1944.
- L'Ermetismo, Padova, Cedam, 1945.
- Defoe, Brescia, La Scuola, 1946.
- Immagini dantesche nella poesia dell'età romantica, Milano, Vita e pensiero, 1947.
- Critica ed esegesi, Firenze, Marzocco, 1947.
- Fondazioni della cultura italiana moderna, in tre volumi, Firenze, Sansoni 1948-1961.
- Dante. Storia della Commedia, voll. 1-2, Milano, Vallardi, 1952-1954.
- Storia della letteratura italiana, Brescia, La scuola, 1954.
- Letteratura dei contemporanei: cronache, testi, saggi, Brescia, La Scuola, 1956.
- Storia, dottrina, prassi del coro, Brescia, Morcelliana, 1956.
- Il Canto II dell'Inferno, Torino, SEI, 1957.
- La letteratura dell'età barocca, Torino, SEI, 1960.
- Il Canto XIV dell'Inferno, Firenze, Le Monnier, 1961.
- Ontologia dell'arte, Brescia, Morcelliana, 1961.
- Storia del teatro: il Seicento e i Settecento, Torino, RAI, 1961.
- Teresio Olivelli, Roma, Cinque lune, 1966.
- Il Canto VIII dell'Inferno, Firenze, Le Monnier, 1967.
- Studi sul periodizzamento della storiografia letteraria italiana, Milano, Bietti, 1968.
- Scritti teatrali (1954-1959), pre e postfazione di Sisto Dalla Palma, a cura e con introduzione di Fabio Antolini, Brescia, Morcelliana, 1993.